# مكتبة إيران الوطنية

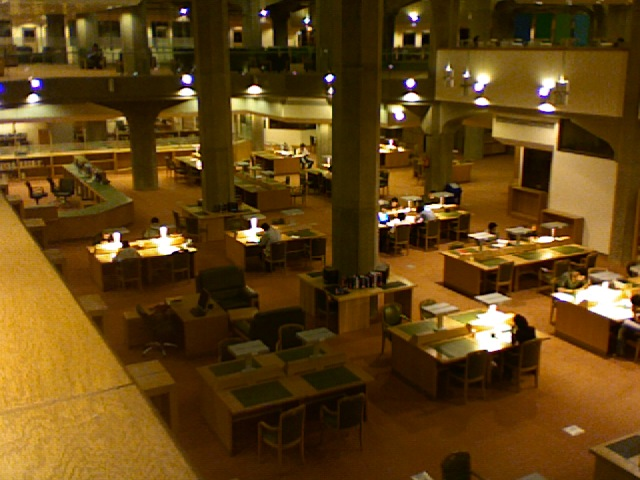
داخل المكتبة

تقع مكتبة إيران الوطنية (بالفارسية: کتابخانه ملی ایران) في طهران ولها عدة فروع في المدينة.
أسست المكتبة رسميا في 1937. وكانت هناك مكتبات سابقة تقوم بالمهمة نفسها بشكل غير رسمي. يعود أصلها إلى مكتبة معهد دار الفنون الذي أسس في 1851. وقد افتتحت مكتبة أخرى في 1899 في طهران باسم مكتبة الوطن.
تحوي المكتبة الحالية عدة مجموعات من مكتبات قديمة ومخطوطات قيمة. يقع الفرع الرئيس في شمال مركز طهران ولا يزال في طور البناء.

## مواقع خارجية
- الموقع الرسمي